# Bitwa nad Ardżesz
Bitwa nad Ardżesz (Argeș) − bitwa w czasie I wojny światowej stoczona w dniach 1−3 grudnia 1916 roku pomiędzy armią rumuńską a połączonymi siłami niemieckimi i bułgarskimi.

## Przyczyny konfliktu
Pod koniec listopada 1916 siły niemieckie, dowodzone przez Augusta von Mackensena, wsparte przez bułgarską 3 Armię (dow. gen. Stefan Toszew) w gęstej mgle przekroczyły rzekę Dunaj, w pobliżu Zimnicei i skierowały się w stronę Bukaresztu. Na głównym kierunku ataku państw centralnych gen. Alexandru Averescu dysponował tylko częścią sił, istniały też realne obawy, że zostaną one odcięte od tej części armii rumuńskiej, która znajdowała się w Karpatach. Ostatnią linią obrony przed Bukaresztem miała być rzeka Ardżesz, gdzie Rumuni zamierzali dokonać kontruderzenia i powstrzymać marsz nieprzyjaciela na stolicę. Rosjanie nie wsparli działań rumuńskich – sztab rosyjski nie akceptował planów rumuńskich.

## Przebieg bitwy
Rankiem 1 grudnia bitwę rozpoczął atak piechoty rumuńskiej. Pierwsze sukcesy i wzięcie znacznej liczby jeńców nie zostało wykorzystane z powodu braku rezerw. Wzmocnione przez posiłki jednostki Mackensena zmusiły Rumunów do odwrotu. Sytuację pogorszyło przejęcie przez Niemców rumuńskich dokumentów sztabowych. Wiozący je samochód pobłądził i wjechał w pozycje niemieckie. Część jednostek rumuńskich odcięto od miasta i przygwożdżono do rzeki ogniem artyleryjskim. Wycofujące się oddziały rumuńskie zapaliły pola naftowe w okolicach Ploeszti i miejscowe pola pszenicy tak, aby nie wpadły w ręce przeciwnika. 6 grudnia padł Bukareszt. Resztki oddziałów rumuńskich dotarły na kolejną linię obrony Seret-Putna, gdzie zostały wzmocnione przez garnizon Bukaresztu. Przed całkowitą klęską uchroniła je deszczowa pogoda i fatalna jakość dróg.

## Straty
Wojska niemiecko-bułgarskie straciły w bitwie ponad 60 tysięcy zabitych i rannych, głównie w pierwszej fazie bitwy. Straty rumuńskie były znacznie poważniejsze i przekraczały 100 tysięcy żołnierzy.

## Konsekwencje bitwy
Po zakończeniu bitwy sytuacja na froncie uległa względnemu uspokojeniu – do niewielkich starć dochodziło w rejonie umocnień, otaczających Bukareszt. Klęska pod Ardżesz przyspieszyła kapitulację Rumunii (7 grudnia 1916) i ucieczkę władz rumuńskich do Jass.